# La Asomada (Tías)
La Asomada es una localidad española del municipio de Tías, situado en la isla de Lanzarote, perteneciente a la provincia de Las Palmas, en la comunidad autónoma de Canarias.

## Historia
Hacia mediados del siglo XIX, el lugar, un pago, ya pertenecía a Tías. Aparece descrito en el tercer volumen del Diccionario geográfico-estadístico-histórico de España y sus posesiones de Ultramar de Pascual Madoz con las siguientes palabras:

ASOMADAS: pago de la isla de Lanzarote, prov. de Canarias, part. jud. de Teguise: sit. en la falda del monte de su nombre, al O. del l. de Tias, á cuya jurisd. y felig. corresponde y con el que va unido en cuanto á prod., pobl., riqueza y contr. (V.)
(Madoz, 1846, p. 42)

En 2023, la entidad singular de población tenía empadronados 739 habitantes y el núcleo de población, 479.